# William Ward, I conte di Dudley
William Ward, I conte di Dudley (Edwardstone, 27 marzo 1817 – Londra, 7 maggio 1885) è stato un nobile inglese.

## Biografia
Era il figlio di William Ward, X barone Ward, e di sua moglie, Amelia Pillans. Suo padre successe alla baronia alla morte di suo cugino, John William Ward, I conte di Dudley. Studiò all'Eton College, al Trinity College e al Christ Church.

## Carriera
Tra il 1859 e il 1877 pagò per l'intero rifacimento e restauro della Cattedrale di Worcester. È stato anche un fiduciario della National Gallery e della National Portrait Gallery. Nel 1860 fu creato visconte Ednam e conte di Dudley.

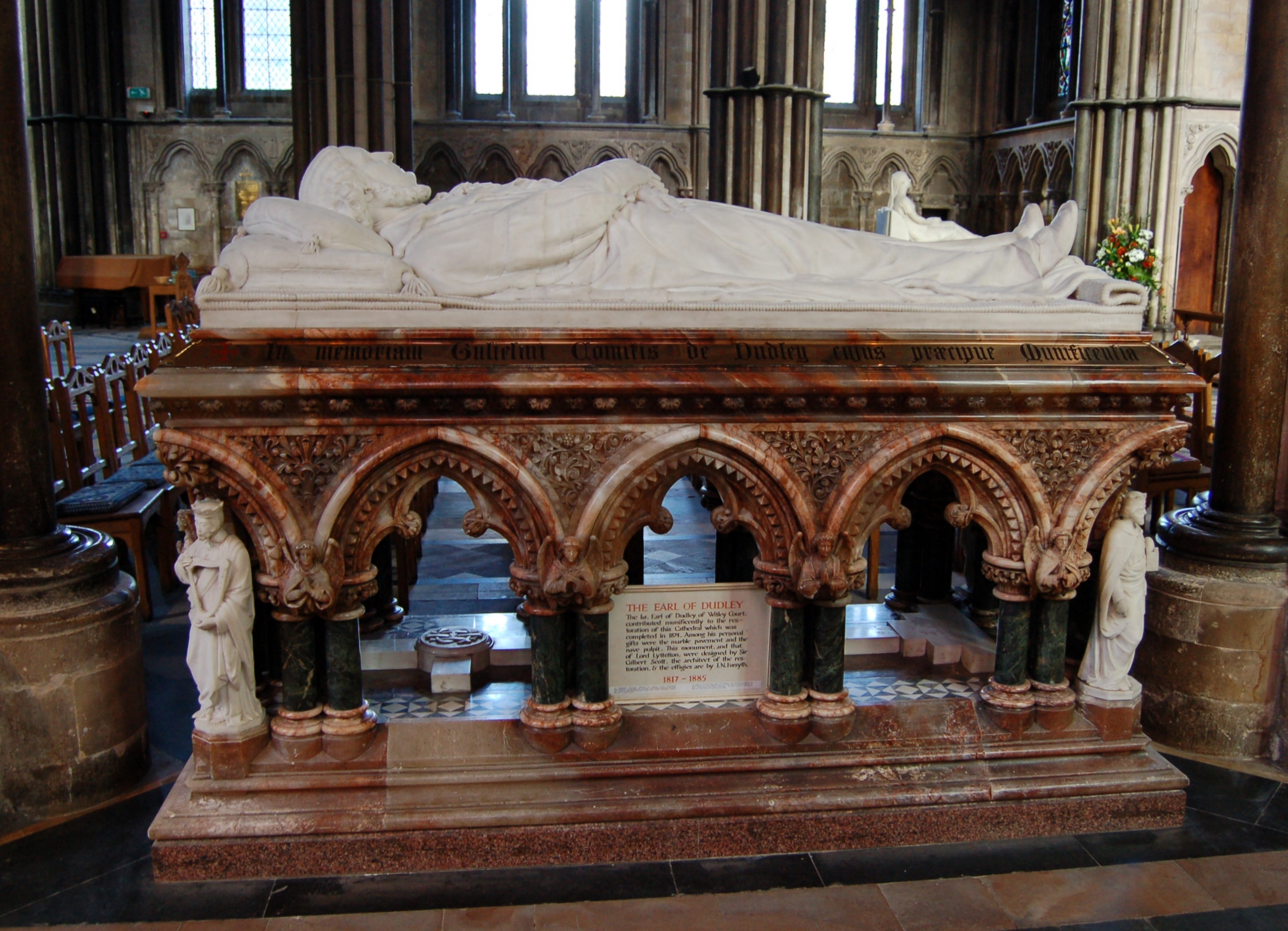
Monumento del conte di Dudley, nella Cattedrale di Worcester.

## Matrimoni

### Primo Matrimonio
Sposò, il 24 aprile 1851, Selina Constance de Burgh (11 novembre 1829-14 novembre 1851), figlia di Hubert de Burgh. Non ebbero figli.

### Secondo Matrimonio
Sposò, il 21 novembre 1865, Georgina Elisabeth Moncreiffe (9 agosto 1846-2 febbraio 1929), figlia di Thomas Moncreiffe. Ebbero sette figli:
- William Ward, II conte di Dudley (25 maggio 1867-29 giugno 1932);
- John Hubert Ward (20 marzo 1870-2 dicembre 1938), sposò Jean Templeton Reid, ebbero due figli;
- Robert Arthur Ward (23 febbraio 1871-14 giugno 1942), sposò Lady Mary Acheson, ebbero due figli;
- Lady Edith Amelia Ward (16 settembre 1872-6 giugno 1956), sposò Frederic Glyn, IV barone Wolverton, ebbero quattro figli;
- Reginald Ward (11 giugno 1874-7 marzo 1904);
- Cyril Augustus Ward (31 gennaio 1876-11 gennaio 1930), sposò Irene de Brienen, ebbero tre figlie;
- Gerald Ernest Francis Ward (9 novembre 1877-30 ottobre 1914)[5][6], sposò Lady Evelyn Crichton, non ebbero figli.

## Morte
Morì il 7 maggio 1885 a Dudley House, a Londra, e fu sepolto nella Great Witley, Worcestershire. I suoi resti furono poi trasportati nella Cattedrale di Worcester.